# Hnanice
Hnanice är en ort i Tjeckien.   Den ligger i distriktet Okres Znojmo och regionen Södra Mähren, i den sydöstra delen av landet, 180 km sydost om huvudstaden Prag. Hnanice ligger 264 meter över havet och antalet invånare är 300.
Terrängen runt Hnanice är huvudsakligen platt, men åt sydväst är den kuperad. Runt Hnanice är det ganska glesbefolkat, med 48 invånare per kvadratkilometer. Närmaste större samhälle är Znojmo, 7,8 km nordost om Hnanice. Trakten runt Hnanice består till största delen av jordbruksmark.